# Krásná Lípa
Krásná Lípa település Csehországban, Děčíni járásban. Krásná Lípa Doubice, Chřibská, Rumburk, Varnsdorf, Rybniště és Staré Křečany településekkel határos. Lakosainak száma 3367 fő (2024. január 1.).

## Népesség
A település lakosságának változását az alábbi diagram mutatja:
| Lakosok száma | 10 068 | 10 235 | 8600 | 4308 | 3819 | 3490 | 3473 | 3453 | 3382 | 3367 |
|               | 1869   | 1900   | 1921 | 1961 | 1980 | 2011 | 2016 | 2019 | 2021 | 2024 |